# Сэмюел, Завьер
Завьер Сэмюел (англ. Xavier Samuel; род. 10 декабря 1983, Гамильтон, Австралия) — австралийский актёр. Снялся в таких фильмах, как «Сентябрь», «Ньюкасл», «Любимые», «Франкенштейн» и «Свадебный разгром». Наиболее известен по роли Райли Бирса в фильме «Сумерки. Сага. Затмение» и роли Джоша в фильме «Цунами 3D».

## Биография
Завьер Сэмюел родился в Гамильтоне в семье Мэри и Клиффорда Сэмюелов. Он провёл детство в Аделаиде, где в 2001 году окончил колледж, в последний год обучения занимался в классе драматического искусства. В 2005 году он окончил актёрское отделение Университета Флиндерса в Аделаиде. У Завьера есть младший брат Бенедикт, ставший писателем, продюсером и актёром, и старшая сестра Бриджит, ставшая помощницей режиссёра.

## Карьера
Сэмюел дебютировал на экране в 2003 году в телесериале «Дочери Маклеода». В 2009 году он был выбран на главную роль Брента в фильме «Любимые». Фильм был номинирован на различные премии, но провалился в прокате. В 2010 году Сэмюел снялся в фильме «Грузовик» в роли Маркуса. В том же году Ксавьер был выбран на роль Райли Бирса в фильме «Сумерки. Сага. Затмение», за эту роль он был номинирован на «MTV Movie Awards».
В 2011 году снялся в фильме «Аноним» в роли Генри Ризли. В том же году снялся в фильме «Цунами 3D» и короткометражном фильме «Святилище». В 2016 году сыграл главную роль в фильме «Смерть и жизнь Отто Блум» совместно с Рэйчел Уорд и Матильдой Браун.

## Фильмография
| Год  |     | Русское название                        | Оригинальное название                     | Роль                      |
| ---- | --- | --------------------------------------- | ----------------------------------------- | ------------------------- |
| 2003 | с   | Дочери Маклеода                         | McLeod’s Daughters                        | Джейсон                   |
| 2006 | ф   | 2:37                                    | 2:37                                      | Тео                       |
| 2006 | ф   | Решение Анджелы                         | Angela’s Decision                         | Уилл Тернер               |
| 2007 | ф   | Сентябрь                                | September                                 | Эд                        |
| 2008 | ф   | Ньюкасл                                 | Newcastle                                 | Фергус                    |
| 2008 | тф  | Мечта жизни                             | Boyd                                      | Бойд                      |
| 2009 | ф   | Любимые                                 | The Loved Ones                            | Брент                     |
| 2009 | кор | Потопление                              | Drowning                                  | Дэн                       |
| 2010 | ф   | Грузовик                                | Road Train                                | Маркус                    |
| 2010 | ф   | Сумерки. Сага. Затмение                 | The Twilight Saga: Eclipse                | Райли Бирс                |
| 2011 | ф   | Фильм для парней 6: Тихоокеанский рубеж | Boys on Film 6: Pacific Rim               | Дэн                       |
| 2011 | ф   | Аноним                                  | Anonymous                                 | Генри Ризли               |
| 2011 | ф   | Свадебный разгром                       | A Few Best Men                            | Дэвид                     |
| 2012 | ф   | Цунами 3D                               | Bait 3D                                   | Джош                      |
| 2012 | ф   | Сумерки. Сага: Рассвет — Часть 2        | The Twilight Saga: Breaking Dawn — Part 2 | Райли Бирс                |
| 2012 | кор | —                                       | Sanctuary                                 | брат / парень             |
| 2013 | ф   | Тайное влечение                         | Adoration                                 | Иэн                       |
| 2012 | ф   | На гребне                               | Drift                                     | Джимми Келли              |
| 2013 | ф   | Зажги меня                              | Plush                                     | Энзо                      |
| 2013 | кор | —                                       | Urban Migration                           | Энзо                      |
| 2014 | ф   | Исцеление                               | Healing                                   | Пол Атертон               |
| 2014 | ф   | Ярость                                  | Fury                                      | лейтенант Паркер          |
| 2015 | ф   | Франкенштейн                            | Frankenstein                              | Адам                      |
| 2016 | ф   | Любовь и дружба                         | Love & Friendship                         | Реджинальд де Курси       |
| 2016 | ф   | Мистер Чёрч                             | Mr. Church                                | Оуэн                      |
| 2016 | ф   | Смерть и жизнь Отто Блума               | The Death and Life of Otto Bloom          | Отто Блум                 |
| 2016 | ф   | Любовь без тормозов                     | Spin Out                                  | Билли                     |
| 2017 | ф   | Послесвадебный разгром                  | A Few Less Men                            | Дэвид                     |
| 2017 | с   | Семь типов двусмысленности              | Seven Types of Ambiguity                  | Саймон Хейвуд             |
| 2017 | ф   | —                                       | Bad Blood                                 | Винсент Брейди / Гилрой   |
| 2018 | тф  | Бунт                                    | Riot                                      | Джим Уокер                |
| 2017 | кор | —                                       | Della Mortika                             | лейтенант Паша Димитриков |
| 2017 | с   | Расскажи мне свои секреты               | Tell Me Your Secrets                      | Кит Паркер                |
| 2022 | ф   | Элвис                                   | Elvis                                     | Скотти Мур                |
| 2022 | ф   | Блондинка                               | Blonde                                    | Кэсс Чаплин               |